# Forsycja zwisła
Forsycja zwisła (Forsythia suspensa) – gatunek rośliny z rodziny oliwkowatych. Pochodzi z Chin, nie występuje jednak w stanie dzikim, znana jest jedynie jako uprawiana roślina ozdobna.

## Morfologia

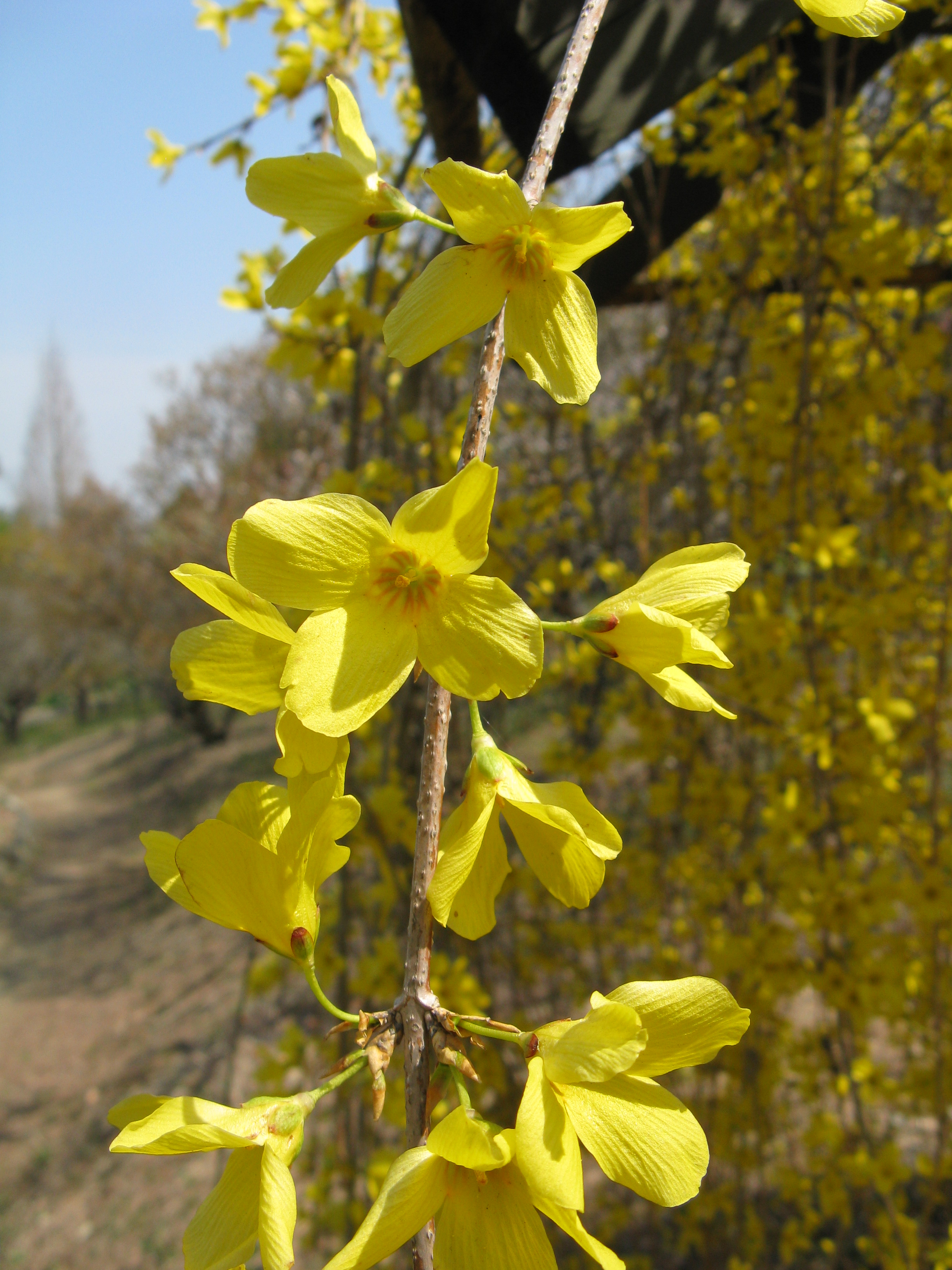
Kwiaty

PokrójKrzew do 3 m wysokości, dość szeroko rozrośnięty z łukowatymi pędami. Są one oliwkowobrązowe, wewnątrz puste i jedynie w węzłach mają gęsty rdzeń.
LiścieUlistnienie nakrzyżległe, liście jajowate z piłkowanymi brzegami, przeważnie pojedyncze, czasami tylko 3-listkowe.
KwiatyŻółte, lejkowate, o średnicy do 3 cm, 4-łatkowe, przeważnie z krótką szyjką słupka. Wyrastają na dłuższych szypułkach, niż u innych uprawianych gatunków forsycji. Są obupłciowe i owadopylne. Okres kwitnienia przypada jeszcze przed ulistnieniem się krzewu.
OwoceOwocem jest torebka. Nasiona dojrzewają już na początku lata.

## Zmienność
- Występuje w dwóch odmianach:
  - F. suspensa var. fortunei o pędach wyprostowanych, dopiero starsze pędy są zwisające.
  - F. suspensa var sieboldii o pędach zwisających lub pokładających się.

W wyniku skrzyżowania forsycji zwisającej z forsycją zieloną (Forsythia viridissima) otrzymano znacznie częściej uprawianego mieszańca – forsycję pośrednią.

## Zastosowanie
Jest uprawiana w parkach i przydomowych ogrodach, zarówno pojedynczo (soliter), jak i w grupach. Kwitnie mniej obficie, niż inne gatunki forsycji i ma mniejsze kwiaty. Kwitnące gałązki wykorzystywane są na kwiat cięty; w wodzie dość długo zachowują żywotność. Można również uzyskać ich przyspieszone kwitnienie na Boże Narodzenie. W tym celu ścina się je przed 4 grudnia i umieszcza zanurzone końcami w wodzie w chłodnym miejscu. Gdy nabrzmieją już pąki przenosi się je do ciepłego pomieszczenia i wówczas zakwitają.

## Uprawa
- Wymagania. Nie ma specjalnych wymagań co do gleby, rośnie dobrze niemal na każdej, ale na żyznej rozwija się szybciej i bujniej kwitnie. Wymaga stanowiska słonecznego. W polskich warunkach jest całkowicie mrozoodporna (strefa klimatyczna 5A), ale nie w każdym rejonie Polski kwitnie corocznie. Wynika to z tego, że w niektórych miejscach (np. w kotlinach rzek górskich) występują szczególnie silne wiosenne przymrozki, które uszkadzają jej kwiaty.
- Sposób uprawy. Nie wymaga specjalnych zabiegów pielęgnacyjnych. Co 3–4 lata po przekwitnięciu należy silnie prześwietlić krzew, gdyż na starszych pędach kwitnie słabo.Wiosną i latem (nie dłużej niż do końca sierpnia) wskazane jest nawożenie.